# Thuần Vu Ý
Thuần Vu Ý (chữ Hán: 淳于意, 205 TCN - 150 TCN), người Lâm Truy (nay thuộc Truy Bác, Sơn Đông) từng làm quan Thái thương (Trưởng kho) nước Tề, nên mọi người đều gọi là Thương công (ông giữ kho). Là thầy thuốc nổi tiếng đầu thời Tây Hán và là người đầu tiên đề xướng ra việc làm y án. Hậu thế thường gọi là Tiên Y Thái Thương Công Thuần Vu Chân Nhân. 
Từ nhỏ, ông ham chuộng nghề y, từng theo Công Tôn Quang học tập điển tịch và kinh nghiệm lâm sàng y học cổ. Công Tôn Quang mến tài liền giới thiệu ông sang chỗ Công Thừa Dương Khánh học tiếp y thuật. Dương Khánh đã trên 70 tuổi, không có con nên rất yêu mến Thuần Vu Ý, thâu nhận ông làm đồ đệ, rồi đem sách thuốc quý hiếm đã cất giữ bao gồm chẩn mạch, bí phương các loại và toàn bộ kinh nghiệm về chẩn đoán trị liệu từ thời Hoàng Đế, Biển Thước truyền dạy hết cho. Sau ba năm khổ luyện, Thuần Vu Ý đã tinh thông y thuật, trở thành danh y, quyết một lòng cứu nhân độ thế.
Năm thứ 4 đời Hán Văn Đế (176 TCN), vì ông không chịu xem bệnh cho một quý tộc, bị nhà quyền quý ấy vu tội giam vào ngục, giải đi Trường An thụ hình. Ông có năm đứa con gái đau buồn tức giận đến cực độ vì việc này. Người con út là Đề Oanh đi theo cha, đồng thời dâng thư lên Hoàng đế nguyện hiến thân làm nô tỳ để chuộc tội cha già. Hán Văn Đế rất cảm động xuống lệnh tha tội Thuần Vu Ý, thậm chí còn cho xóa bỏ nhục hình tàn khốc. Về sau ông cùng với các đệ tử chu du khắp bốn phương, tích cực truyền bá y thuật và chữa trị cho rất nhiều người tai qua nạn khỏi.